# Nationaal park Torronsuo
Nationaal park Torronsuo (Fins: Torronsuon kansallispuisto/ Zweeds: Torronsuo nationalpark) is een nationaal park in Kanta-Häme in Finland. Het park werd opgericht in 1990 en is 25,5 vierkante kilometer groot. Het landschap bestaat uit hoogveen met een dikke turflaag.